# Jacob Appelbaum
Jacob Appelbaum (1983) é pesquisador americano de segurança de computadores. Trabalhou na Universidade de Washington e é um dos membros do núcleo do Projeto da Rede de anonimato TOR, uma rede de software livre projetado para fornecer anonimato online.
Tem sido participante ativo no trabalho de publicação e explicação técnica dos documentos revelados em junho de 2013 por Edward Snowden no Der Spiegel. Em dezembro de 2013, em palestra no Congresso de Comunicação Chaos, uma reunião anual onde hackers de todo o mundo, Appelbaum apresentou os documentos revelados por Snowden que mostram que a NSA tem recursos para espionar em computadores sem recursos para conexão à Internet e nos que, mesmo tendo os recursos, estejam offline, fazendo uso de equipamentos criados pela divisão de ciberguerra da NSA, a Operações de acesso adaptado (TAO) NSA. A documentação consta do Catálogo ANT (NSA) que foi parcialmente publicada pelo Der Spiegel e publicado na íntegra pela LeakSource.
Appelbaum ficou conhecido por ser voz ativa para Wikileaks, tendo feito parte da representação como porta-voz oficial do site na conferência de Hackers no Planeta Terra em 2010. Este ativismo tem lhe custado constante intimidaçāo pelas agências de segurança americanas, desde a NSA ao FBI. Appelbaum tem sido constantemente interrogado pelas agências americanas em todas as vezes que retorna de viagens ao exterior. Assim como Laura Poitras, teve seu computador e telefone celular apreendido em diversas ocasiões.

## Vida pessoal

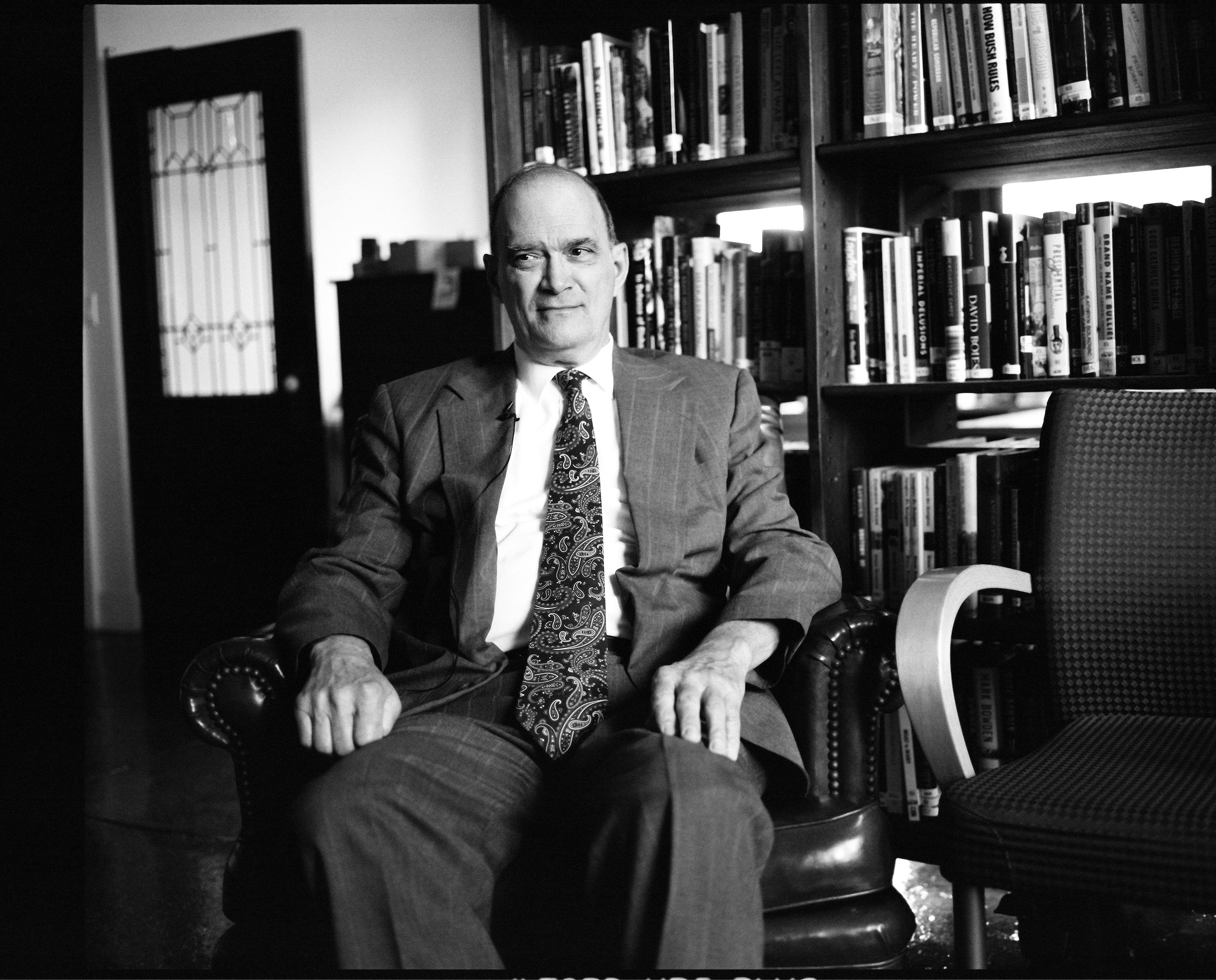
William Binney (U.S. Oficial de Inteligencia Americano), 4 de Maio de 2012- Foto por Jacob Appelbaum, ativista e especialista em segurança computacional

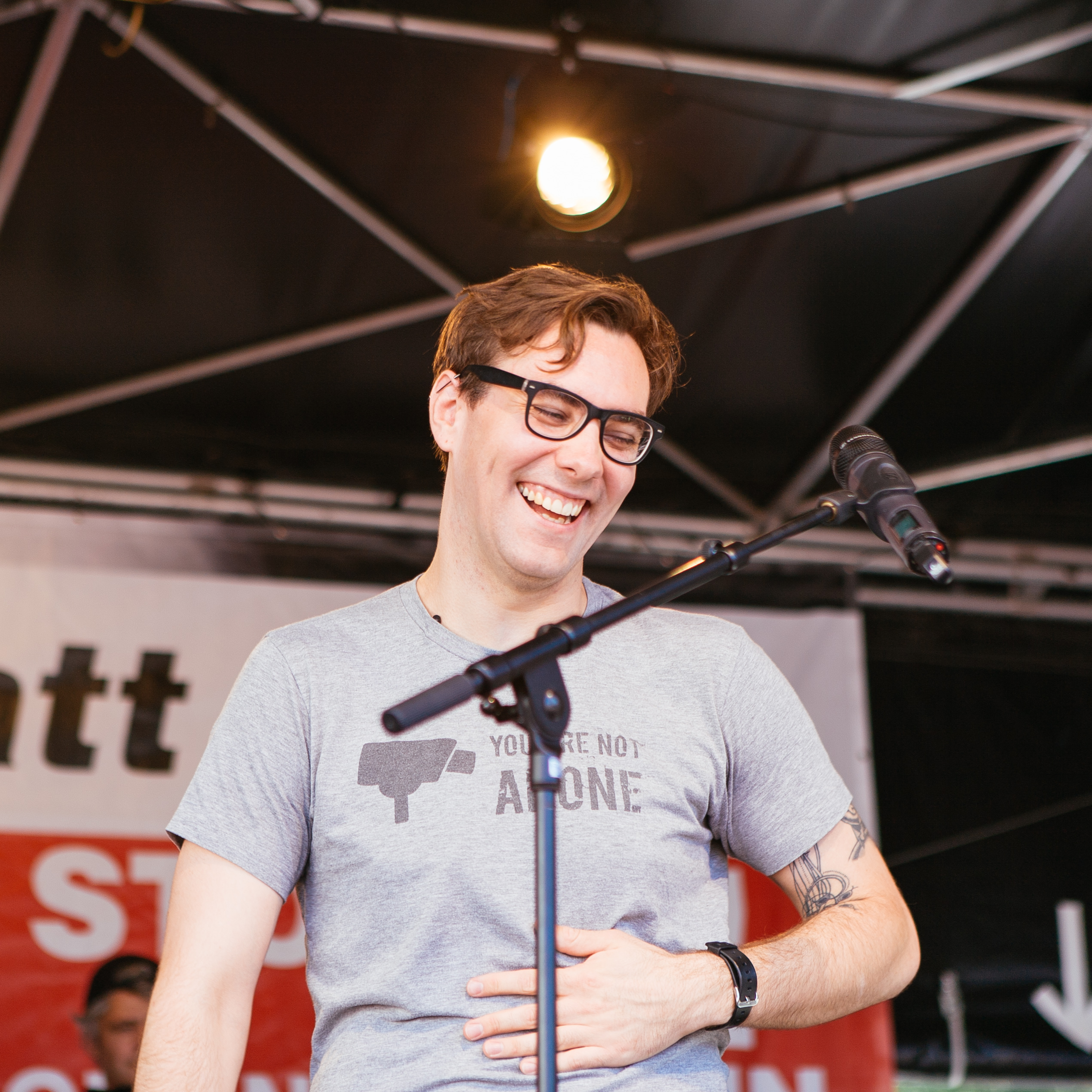
Agosto 2013 - Freiheit statt

Appelbaum considera-se anarquista e tem como passatempo fotografia, viajar e praticar seu conhecimento da língua alemã. Também considera-se bissexual. Reside em Berlim, onde afirma se sentir mais seguro devido as proteções de privacidade serem melhores na Alemanha do que nos Estados Unidos.
Em abril de 2012, antes das revelações de Edward Snowden em 2013, Appelbaum já denunciava a Vigilância em massa e a política de Vigilância Global americana, com bases em suas pesquisas de segurança da Internet e em revelações por Wikileaks.
Acusado diversas vezes de ter tido má conduta sexual.